# Caetano (Automarke)
Caetano war eine brasilianische Automarke.

## Markengeschichte
Das herstellende Unternehmen hatte seinen Sitz vermutlich in São Paulo. Es stellte in der zweiten Hälfte der 1970er Jahre Automobile her. Der Markenname lautete Caetano.

## Fahrzeuge
Das einzige bekannte Modell war ein VW-Buggy. Die Quellen sehen eine Ähnlichkeit mit den damaligen Buggies von Kadron.
Bilder zeigen die folgenden Details: Die vorderen Scheinwerfer sind mit ihrem unteren Teil in die Fahrzeugfront integriert, während der obere Teil die vordere Haube nach oben auswölbt. Die Haube ist zu öffnen. Die B-Säule ist oben schmaler als unten, ist oben nach vorn geneigt und trägt einen Überrollbügel. Auf Türen wird verzichtet.
Über 40 Jahre nach Produktionsende sind auf einer brasilianischen Internetseite über Buggies noch vier verschiedene erhaltene Fahrzeuge aufgeführt.
Diese Fahrzeuge im Einzelnen. Bei einem roten Fahrzeug mit schwarzem Elementen sind nach Angaben des Besitzers die Fahrzeugabmessungen etwas größer als beim Kadron. Ein gelbes Fahrzeug ist auf 1977 datiert und hat einen Motor mit rund 1500 cm³ Hubraum. Ein rotes Fahrzeug mit Reserverad am Heck hat Papiere, die ihn als Caetano von 1977 ausweisen. Ein weißer Buggy mit der Angabe 1970er Jahre hat einen Motor von Volkswagen mit rund 1600 cm³ Hubraum.